# Olluck
Das Olluck, auch Ollock, war ein kleines Getreidemaß im ostindischen Madras. Acht Ollucks gehörten zum nächstgrößeren Maß, dem Puddy, was dem Maß entsprach.
- 1 Olluck = 9,6807 Pariser Kubikzoll = 0,19203 Liter[2]

Die Maßkette war 
- 1 Garce = 80 Parahs = 400 Markals = 3200 Puddys = 25.600 Ollucks[1]